# Solen viridis
Solen viridis is een tweekleppigensoort uit de familie van de Solenidae. De wetenschappelijke naam van de soort werd in 1821 voor het eerst geldig gepubliceerd door Thomas Say.